# Saint-Jacques-en-Valgodemard
Pour les articles homonymes, voir Saint-Jacques.
Saint-Jacques-en-Valgodemard est une commune française située dans le département des Hautes-Alpes en région Provence-Alpes-Côte d'Azur.

## Toponymie
Le nom de la localité est attesté sous la forme Sanctus Jacobus en 1179 dans le cartulaire de l'abbaye de Saint-Chaffre ; Sanctus Jacobus de Valle Gaudemarii en 1390. La paroisse est placée sous le vocable de Saint Jacques le Majeur. Renommée Jacques Républicain lors de la Révolution de 1789. Le nom de la commune a été complété par -en-Valgodemard en 1936, en rapport de la nomination établie par les Cassini sur leur carte topographique et géométrique, la première établie à l'échelle du royaume de France dans son ensemble. Le village est situé en " Vallée de Godemard", toponyme issu du roi burgonde Godemar III.
Sant Jaume en Gaudemar en provençal haut-alpin.

## Histoire

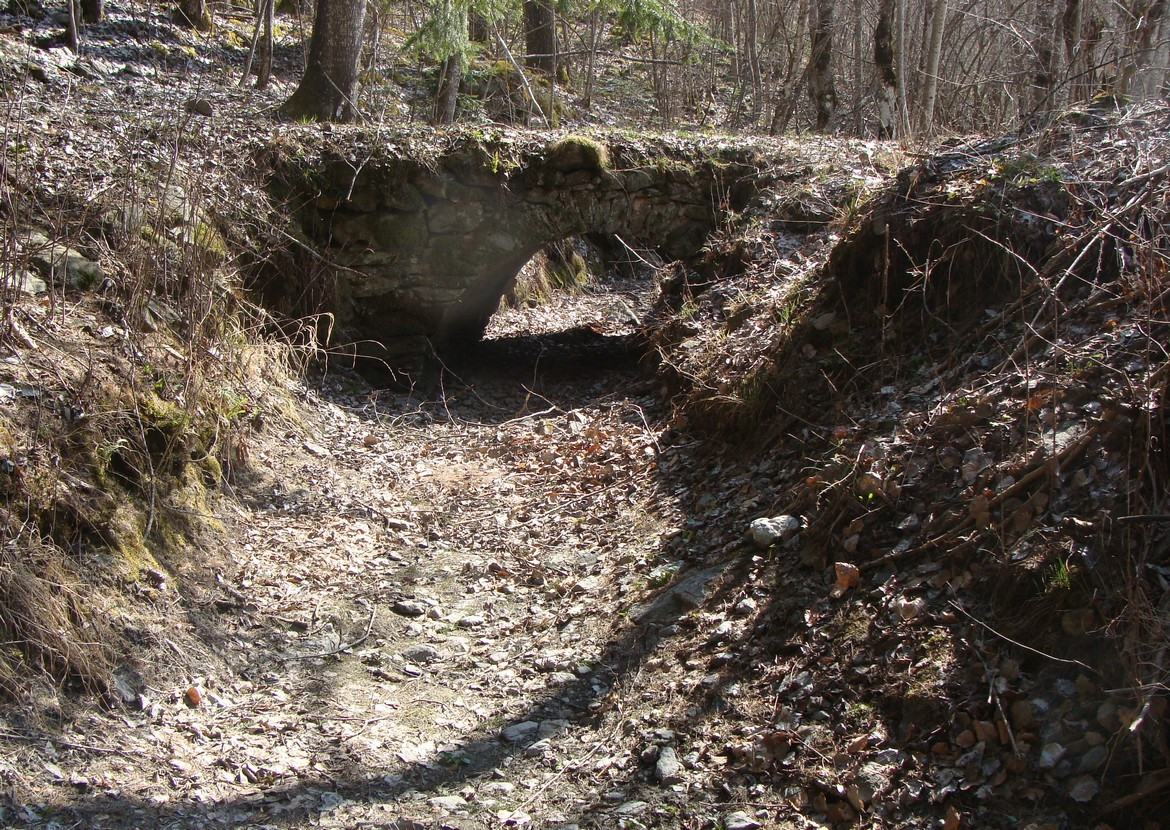
Le canal des Herbeys dans les bois au-dessus de Saint-Jacques.

L'occupation humaine de Saint-Jacques semble assez ancienne ; une maison du hameau de la Chaup date du XVIe siècle.
Dans la deuxième moitié du XVIIIe siècle, le seigneur des Herbeys fait construire un canal de dérivation de la Séveraisse pour permettre l'irrigation des terres d'Aubessagne. Ce canal, qui prend sa source à l'Ubac de Saint-Maurice, traversait toute la commune, accroché au flanc de la montagne au-dessus des chacun de ses hameaux. Il est aujourd'hui toujours en fonction. L'eau s'y écoule pendant les beaux jours et pas en hiver (l'entrée d'eau est alors fermée). Mais ce canal semblerait menacé car il se dit que peu de riverains paient les taxes nécessaire à son entretien[réf. nécessaire].
C'est en 1936 que la commune de Saint-Jacques, comme d'ailleurs sa voisine Saint-Maurice, a adjoint à son nom le suffixe « -en-Valgodemard », dont l'écriture reprend celle choisit par les Cassini sur leur célèbre carte.

## Géographie
La commune de Saint-Jacques-en-Valgodemard est située sur la rive gauche de la Séveraisse, dans son cours inférieur, face à celle de Saint-Firmin. C'est une commune de moyenne montagne (les lieux habités sont entre 850 et 950 mètres d'altitude), adossée au flanc nord-ouest du massif du Petit-Chailol. Son exposition en ubac lui donne un climat relativement difficile, aggravé par la pénétration des vents remontant la vallée du Drac proche.
La commune est constituée de plusieurs hameaux, principalement situés sur la route (D 16) qui traverse la commune d'est en ouest, de l'Ubac de Saint-Maurice à la route nationale 85. Ces différents hameaux sont :
- La Chaup ;
- Le Séchier ;
- Lallée, qui tend à devenir le centre vital de la commune, et qui abrite notamment  Nostra meïsou », la nouvelle mairie, ainsi que la maison natale du géologue David Martin ;
- Saint-Jacques, le chef-lieu, qui est isolé sur une butte dominant cette route, et ne communique qu'avec Lallée. Le hameau de Saint-Jacques abrite notamment l'église éponyme ainsi que le cimetière communal
- Entrepierre et Les Pâris, sur la route départementale D316 reliant la commune de Saint-Jacques à Chauffayer (commune d'Aubessagne).

Bien que la vallée ait un profil en V assez marqué, entre des sommets approchant les 2800 mètres d'altitude de part et d'autre, on trouve au voisinage du lit de la Séveraisse plusieurs petites plaines alluviales, au bord desquelles se sont installés les villages constituant l'habitat de la commune.
Sur les cinq kilomètres du rivage de la Séveraisse sur la commune, seuls deux ponts donnent accès à la rive droite : un au bas du Séchier, permettant de rejoindre la grand-route du Valgaudemar, et un au bas de Lallée, conduisant à Saint-Firmin.

### Climat
Pour des articles plus généraux, voir Climat de Provence-Alpes-Côte d'Azur et Climat des Hautes-Alpes.
En 2010, le climat de la commune est de type climat de montagne, selon une étude du Centre national de la recherche scientifique s'appuyant sur une série de données couvrant la période 1971-2000. En 2020, Météo-France publie une typologie des climats de la France métropolitaine dans laquelle la commune est exposée à un climat de montagne ou de marges de montagne et est dans la région climatique Alpes du sud, caractérisée par une pluviométrie annuelle de 850 à 1 000 mm, minimale en été.
Pour la période 1971-2000, la température annuelle moyenne est de 8,9 °C, avec une amplitude thermique annuelle de 17,6 °C. Le cumul annuel moyen de précipitations est de 1 133 mm, avec 8,6 jours de précipitations en janvier et 6,2 jours en juillet. Pour la période 1991-2020, la température moyenne annuelle observée sur la station météorologique de Météo-France la plus proche, « Saint-Firmin », sur la commune de Saint-Firmin à 1 km à vol d'oiseau, est de 9,6 °C et le cumul annuel moyen de précipitations est de 1 120,1 mm. 
La température maximale relevée sur cette station est de 38,2 °C, atteinte le 24 août 2023 ; la température minimale est de −23,5 °C, atteinte le 27 décembre 1962,,.
Les paramètres climatiques de la commune ont été estimés pour le milieu du siècle (2041-2070) selon différents scénarios d'émission de gaz à effet de serre à partir des nouvelles projections climatiques de référence DRIAS-2020. Ils sont consultables sur un site dédié publié par Météo-France en novembre 2022.

## Urbanisme

### Typologie
Au 1er janvier 2024, Saint-Jacques-en-Valgodemard est catégorisée commune rurale à habitat très dispersé, selon la nouvelle grille communale de densité à 7 niveaux définie par l'Insee en 2022.
Elle est située hors unité urbaine. Par ailleurs la commune fait partie de l'aire d'attraction de Gap, dont elle est une commune de la couronne,. Cette aire, qui regroupe 73 communes, est catégorisée dans les aires de 50 000 à moins de 200 000 habitants,.

### Occupation des sols
L'occupation des sols de la commune, telle qu'elle ressort de la base de données européenne d’occupation biophysique des sols Corine Land Cover (CLC), est marquée par l'importance des forêts et milieux semi-naturels (87,2 % en 2018), en diminution par rapport à 1990 (88,2 %). La répartition détaillée en 2018 est la suivante : 
forêts (47,5 %), espaces ouverts, sans ou avec peu de végétation (33,8 %), zones agricoles hétérogènes (12,8 %), milieux à végétation arbustive et/ou herbacée (5,9 %).
L'évolution de l’occupation des sols de la commune et de ses infrastructures peut être observée sur les différentes représentations cartographiques du territoire : la carte de Cassini (XVIIIe siècle), la carte d'état-major (1820-1866) et les cartes ou photos aériennes de l'IGN pour la période actuelle (1950 à aujourd'hui).

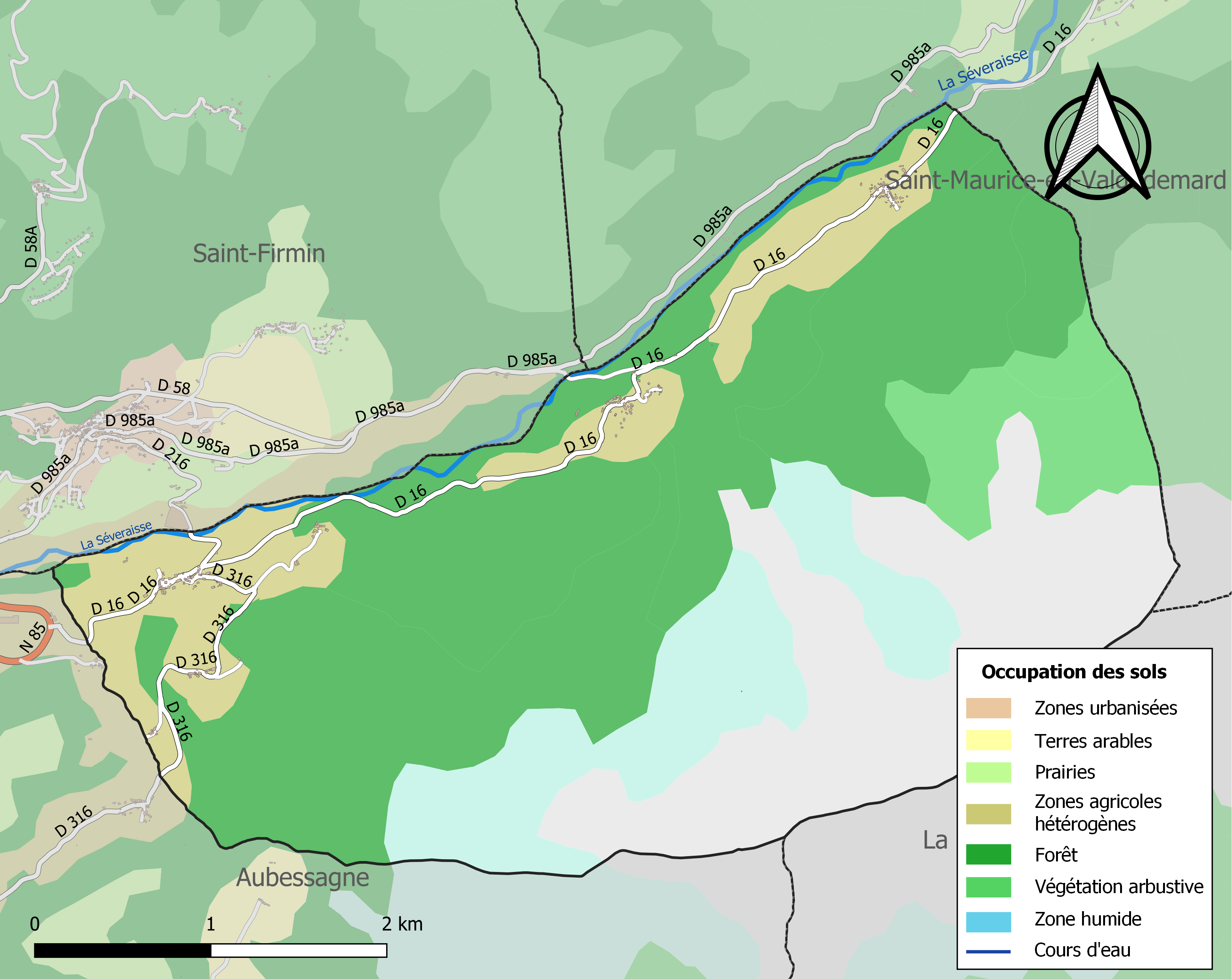
Carte de l'occupation des sols de la commune en 2018 (CLC).

## Politique et administration
| Période                                  | Période      | Identité                                    | Étiquette | Qualité                                                   |
| ---------------------------------------- | ------------ | ------------------------------------------- | --------- | --------------------------------------------------------- |
| Les données manquantes sont à compléter. |              |                                             |           |                                                           |
| 1793                                     | janvier 1824 | Jacques Lagier                              |           |                                                           |
| janvier 1824                             | février 1826 | Alexandre Gueydan                           |           |                                                           |
| février 1826                             | octobre 1848 | Jacques Marie Candide Martin (°1783; +1858) |           |                                                           |
| octobre 1848                             | juillet 1852 | Joseph Gonsolin                             |           |                                                           |
| juillet 1852                             | aout 1865    | Pierre Templier                             |           |                                                           |
| aout 1865                                | juillet 1874 | Joseph Galland                              |           |                                                           |
| juillet 1874                             | janvier 1878 | Jacques Martin (°1822; +1904)               |           |                                                           |
| janvier 1878                             | janvier 1879 | Maurice Bessueille                          |           |                                                           |
| janvier 1879                             | janvier 1881 | Jean André Magnan (°1828; +1899)            |           |                                                           |
| janvier 1881                             | juin 1888    | Jacques Hypolite Feutrier (°1826; +1898)    |           |                                                           |
| juin 1888                                | mars 1893    | Joseph Gonsolin (°1824;)                    |           |                                                           |
| mars 1893                                | mai 1896     | Jacques Martin (°1822; +1904)               |           |                                                           |
| mai 1896                                 | juin 1904    | Maurice Honoré Bessueille (°1861; +1911)    |           |                                                           |
| juin 1904                                | fin 1919     | Marie Candide Martin (°1851; +1925)         |           |                                                           |
| fin 1919                                 | mai 1925     | Pierre Grand                                |           |                                                           |
| mai 1925                                 | fin 1926     | Jean Jacques Loubet (°1882; +1936)          |           |                                                           |
| fin 1926                                 | 1947         | Joseph Pierre Loubet                        |           |                                                           |
| 1947                                     | 1977         | Joseph Grégoire                             |           |                                                           |
| 1977                                     | mars 2001    | Jean Jacques Barban                         |           |                                                           |
| 2001                                     | mars 2014    | Josiane Muller                              |           |                                                           |
| mars 2014                                | En cours     | Chantal Gonsolin,                           |           | Profession intermédiaire de la santé et du travail social |

## Démographie
L'évolution du nombre d'habitants est connue à travers les recensements de la population effectués dans la commune depuis 1793. Pour les communes de moins de 10 000 habitants, une enquête de recensement portant sur toute la population est réalisée tous les cinq ans, les populations de référence des années intermédiaires étant quant à elles estimées par interpolation ou extrapolation. Pour la commune, le premier recensement exhaustif entrant dans le cadre du nouveau dispositif a été réalisé en 2006.

En 2022, la commune comptait 115 habitants, en évolution de −22,3 % par rapport à 2016 (Hautes-Alpes : +0,4 %, France hors Mayotte : +2,11 %).
| 1793 | 1800 | 1806 | 1821 | 1831 | 1836 | 1841 | 1846 | 1851 |
| ---- | ---- | ---- | ---- | ---- | ---- | ---- | ---- | ---- |
| 347  | 402  | 455  | 482  | 560  | 580  | 592  | 543  | 567  |

| 1856 | 1861 | 1866 | 1872 | 1876 | 1881 | 1886 | 1891 | 1896 |
| ---- | ---- | ---- | ---- | ---- | ---- | ---- | ---- | ---- |
| 538  | 496  | 517  | 503  | 471  | 482  | 484  | 412  | 369  |

| 1901 | 1906 | 1911 | 1921 | 1926 | 1931 | 1936 | 1946 | 1954 |
| ---- | ---- | ---- | ---- | ---- | ---- | ---- | ---- | ---- |
| 343  | 310  | 293  | 312  | 289  | 347  | 269  | 275  | 252  |

| 1962 | 1968 | 1975 | 1982 | 1990 | 1999 | 2006 | 2011 | 2016 |
| ---- | ---- | ---- | ---- | ---- | ---- | ---- | ---- | ---- |
| 193  | 172  | 152  | 161  | 147  | 152  | 163  | 145  | 148  |

| 2021 | 2022 | - | - | - | - | - | - | - |
| ---- | ---- | - | - | - | - | - | - | - |
| 125  | 115  | - | - | - | - | - | - | - |

## Lieux et monuments
- Outre l'église paroissiale Saint-Jacques-le-Majeur-et-Saint-Philippe de Saint-Jacques-en-Valgodemard, au chef-lieu, la commune possède plusieurs chapelles, situées dans les principaux hameaux (Lallée, le Séchier, la Chaup), et même au lieudit les Paris, dans un vallon caché au sud-ouest de la commune, à côté d'un gîte rural.
- Chapelle de la Nativité-de-Notre-Dame de l'allée.
- Chapelle des Paris de Saint-Jacques-en-Valgodemard.
- Chapelle Saint-Pancrace du Sechier.
- Chapelle Saint-Pierre-et-Saint-Paul de la Chaup.
- Le canal des Herbeys, ancien canal d'irrigation qui amenait l'eau de la Séveraisse jusqu'à Chauffayer depuis le XVIIIe siècle, et abandonné au début du XXe, traverse la commune d'est en ouest. Il est suivi par un sentier de randonnée pédestre (facile).
- Le moulin du Séchier, ancien moulin à grains racheté par la commune, est un lieu de rencontres et de séjours collectifs[19].

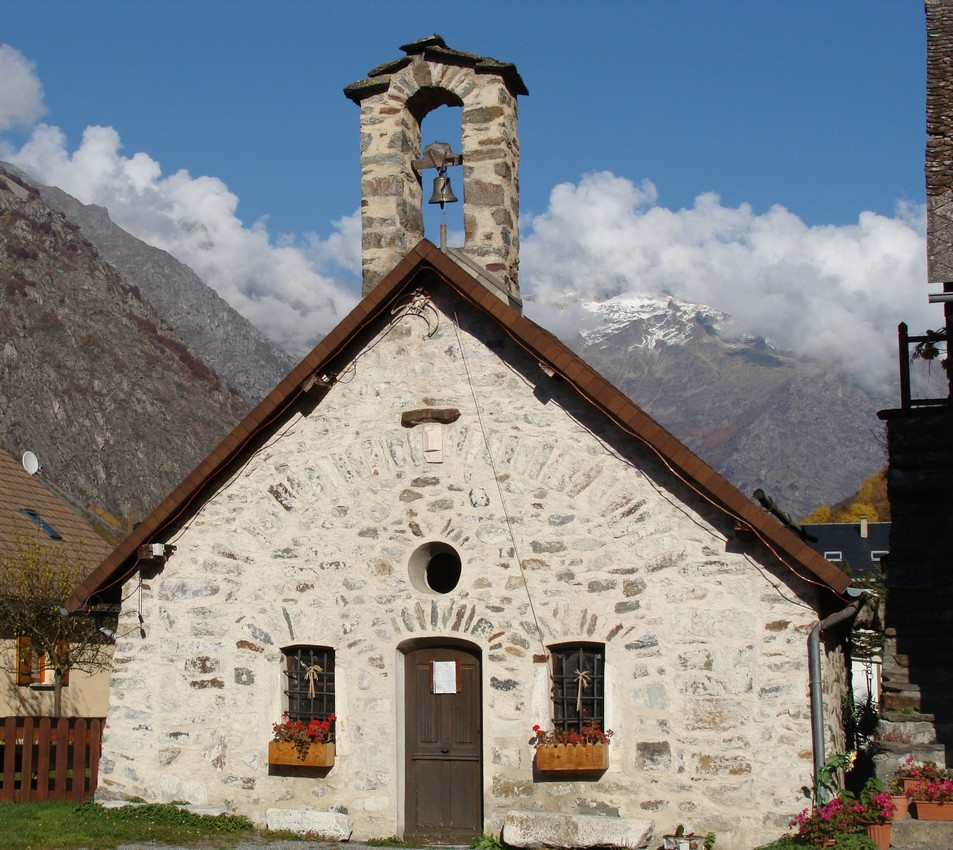
La chapelle de la Chaup, à la façade récemment rénovée.
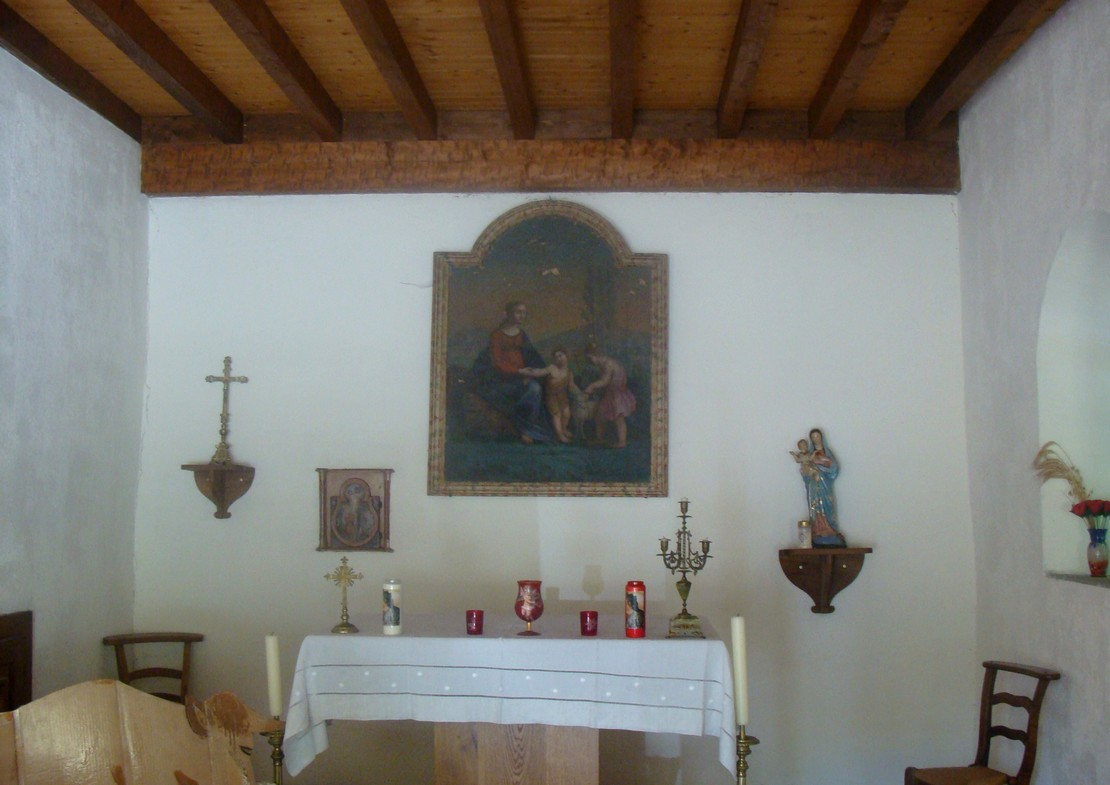
Intérieur de la chapelle de Lallée, simple mais pieusement décorée.
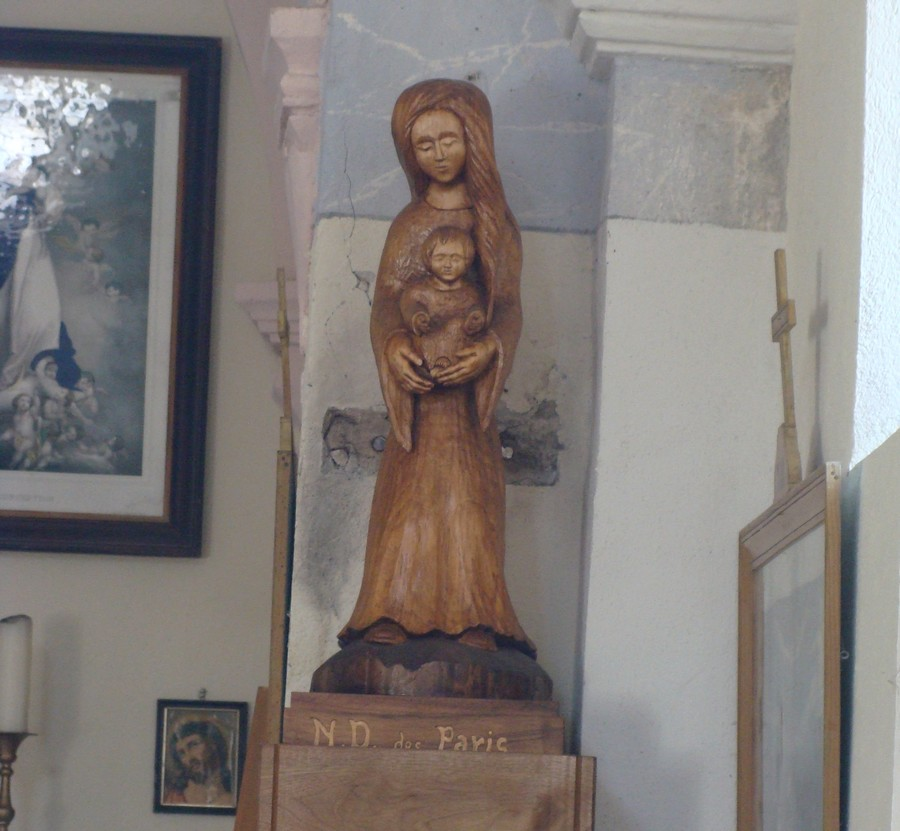
Notre-Dame des Paris, sculpture sur bois, dans la chapelle du même nom.
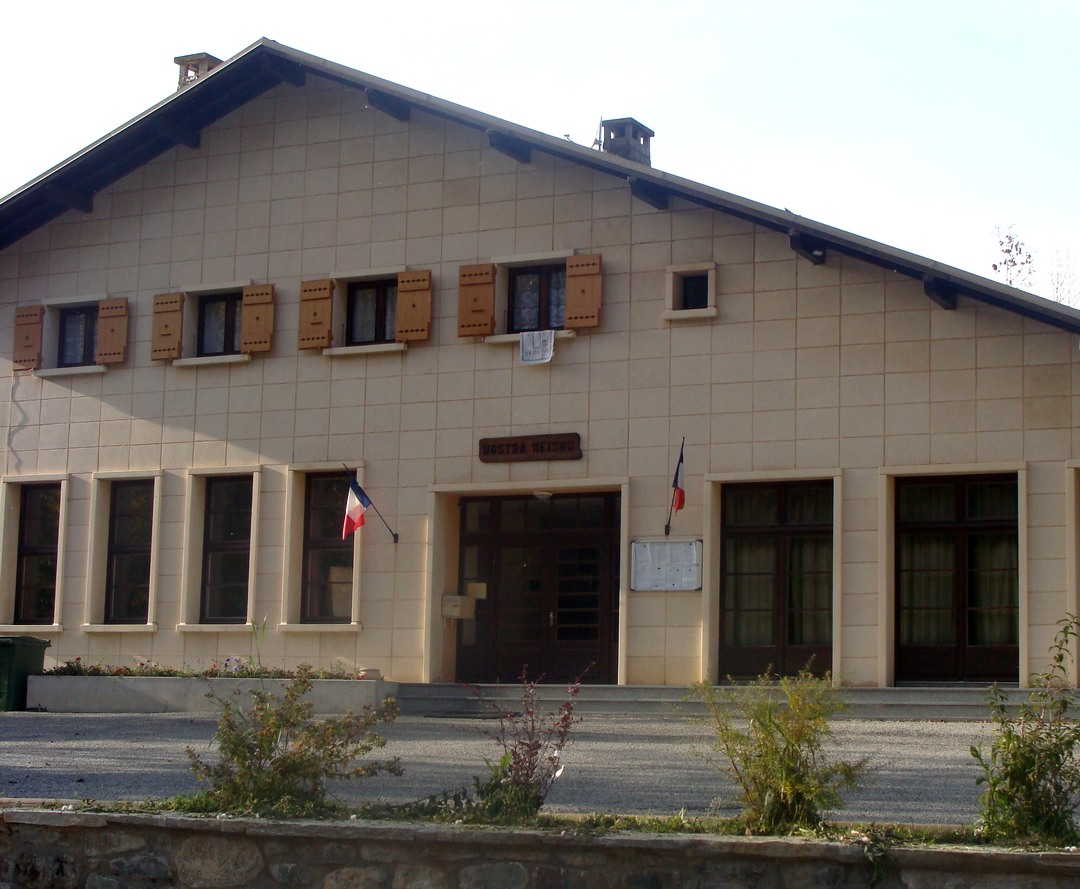
« Nostra meïsou », la nouvelle mairie, à Lallée.

## Personnalités liées à la commune
- David Martin, né à Lallée en 1842, spéléologue, ami du grand Édouard-Alfred Martel.